# Carlos Augusto Noriega
Carlos Augusto Noriega, apodado 'El Tigrillo', (Barichara, Santander 1921- Bogotá, 11 de octubre de 2003) fue un político colombiano.
Se desempeñó como Ministro de Gobierno entre 1966 y 1970, durante el gobierno de Carlos Lleras Restrepo; fue conocido por las polémicas elecciones presidenciales de 1970 en Colombia.

## Biografía
Estudió en la Pontificia Universidad Javeriana, de donde se graduó en 1945.
Miembro del Partido Conservador Colombiano, y de la corriente ospinista. Nombrado embajador de Colombia en Portugal en 1955, y en España en 1958.
Se desempeñó como parlamentario. Fue Ministro de Trabajo entre 1966 y 1967, y Ministro de Gobierno en la administración de Carlos Lleras Restrepo entre 1968 y 1970.
En las elecciones presidenciales de Colombia de 1970, Noriega, junto con su colega ministro de comunicaciones Antonio Díaz García, prohibió emitir información sobre los resultados de las mismas hasta el informe final, debido a que se estaban desatando protestas por los partidarios de Gustavo Rojas Pinilla, del partido Alianza Nacional Popular (Anapo). Estas elecciones estuvieron marcadas por acusaciones de fraude.
Falleció en Bogotá el 11 de octubre de 2003.

## Obras
- Lo que pasó aquella noche: 19 de abril de 1970 (1977)
- La nueva ley electoral: nuestra democracia, ¿una farsa? (1980)
- Grandezas y debilidades de Santander (1990)
- Fraude en la elección de Pastrana Borrero (1998) Editorial Oveja Negra.